# محمد السفياني
محمد مستور السفياني مواليد 26 يناير 1999 في السعودية، هو لاعب كرة قدم سعودي يلعب لنادي العين.

## مسيرة اللاعب
لعب في نادي الوحدة ونادي جدة ونادي أحد ونادي العروبة ونادي العين.